# 内蒙古军政学院
内蒙古军政学院，简称「内蒙古学院」，是1945年底至1946年底，内蒙古自治运动联合会在晋察冀中央局帮助下在张家口创办的青年干部学校。

## 历史
根据内蒙古自治运动联合会成立大会的决议，为大力培养蒙古族军政干部，1945年12月内蒙古自治运动联合会在张家口创办内蒙古军政学院，内蒙古自治运动联合会主席乌兰夫任院长。晋察冀中央局派朱荣、苏镜、齐永存和延安来的梁洪、布赫及延安民族学院的蒙、藏、彝等各族干部十余人到学院工作。朱荣任教育长，齐永存任教务处长，骑兵独立旅政治部主任寒峰任军事部长。学院的教育方针是以“提高政治水平，根绝旧社会恶习，为广大蒙古人民服务为目的。”1945年12月20日至22日，连续三天在《晋察冀日报》刊登招生启示，招收15岁以上45岁以下的革命者，可在内蒙古自治运动联合会、各盟分会筹备会、各旗支会筹备会报名。1946年1月在张家口上堡大境门旁的一座破庙及附近几座民房内正式开学。开设课程有社会科学、国际政治常识、国内政治常识、新民主主义论、中国革命与中国共产党、蒙古民族社会常识、蒙古革命运动史、蒙古语文、算术、音乐、美术等，进行中国共产党的民族政策和内蒙古民族解放道路的教育。学院设有中共秘密党总支（当时党组织不公开），秘密吸收优秀青年入党。
到1946年4月，学院学生人数达到“250人，内女学生20余人”。
学院下设：
- 行政部：培养党政干部。招收了张家口伪蒙疆兴蒙学院的40名学生和来自乌兰察布盟、巴彦塔拉盟、锡林郭勒盟、察哈尔盟、昭乌达盟以及土默特旗的蒙古族青年入学。
- 军事部：培养军事干部。主要来自1946年4月来张家口整训的内蒙古人民自治军骑兵独立旅，将200多学员编为两个大队，除进行日常军事训练外，主要进行政治教育，加强思想改造，清除旧军队的生活恶习，提高对党和人民军队的认识，掌握中国共产党的建军路线和原则。军事部的学员经几个月的学习训练，绝大部分人的思想觉悟、军事素质有了显著提高，他们大部分人后来成为内蒙古人民自卫军第16师的骨干力量。
- 中学部：招收文化程度较低的14岁至20岁的蒙古青年

1946年9月，傅作义军队偷袭张家口，军政学院尚未毕业的100多名学员和工作人员跋涉1500多里，于1946年12月底到达林东，并入内蒙古自治学院。后教职工演变入内蒙古师范大学。
内蒙古军政学院共开办5期，培训学员500多名，多数学员被分配到锡察地区和绥东四旗参加解放战争和蒙古自治运动。锡林郭勒盟和察哈尔盟在解放后的绝大多数领导干部和骨干人员是学院的毕业生。内蒙古骑兵第16师的骨干，以及第11师、第17师的政工人员是学院军事部毕业。